# Skrollan
Skrollan (schwedische Schreibweise: Skrållan) ist ein von Astrid Lindgren 1965 im Film Das Trollkind eingeführter Name einer Filmfigur.  
Der Name wurde von Astrid Lindgren erfunden. Als Bedeutung wird gelegentlich die schwedische Vokabel skråla „brüllen“, „grölen“, „johlen“ herangezogen.
Als Kosename verkörpert Skrollan die von Astrid Lindgren wiederholt zitierte Gewohnheit, der nach ältere Geschwister oft die Kosenamen ihrer jüngeren Geschwister bestimmen. Ähnlich: Lillebror (wörtlich: Kleiner-Bruder) in Karlsson vom Dach; Pisse-Nisse in Pippi Langstrumpf.
In Anlehnung an die genannte Romanfigur taucht der Name Skrållan im Schwedischen ferner in den 1980er Jahren im Zusammenhang mit einer sprechenden und schreienden Spielzeugbabypuppe auf. 
Als Vorname für Menschen wird Skrollan bzw. Skrållan in älteren wie neueren schwedischen Vornamenverzeichnissen nicht geführt. 
Als Vorname ist Skrollan/Skrållan in Deutschland und Schweden ungebräuchlich. 
Die deutsche Schreibweise Skrollan ist eine Annäherung an die Aussprache der schwedischen Variante Skrållan. 

## Verbreitung
In Deutschland kommt der Name seit den 1970er Jahren gelegentlich in der Namensgebung vor. Von 2010 bis 2023 wurde er rund 40 Mal vergeben.